# Långtjärnen (Idre socken, Dalarna, 687404-133160)
Långtjärnen är en sjö i Älvdalens kommun i Dalarna och ingår i Dalälvens huvudavrinningsområde.